# Rendille (Sprache)
Rendille (alternative Namen sind Rendili, Rendile oder auch Randile) ist eine afroasiatische Sprache aus der Familie der kuschitischen Sprachen, zugehörig den ostkuschitischen Tieflandsprachen. Sie wird von der gleichnamigen Volksgruppe Rendille mit rund 60.000 Sprechern im Norden von Kenia gesprochen.
Rendille ist mit den Sprachen Afar, Oromo und Somali verwandt. Die Verwandtschaft ist jedoch nicht sehr nah.
Die heutigen Volksgruppen Rendille, Gabbra, Garre und Sakuye bildeten bis etwa zum Ende des 15. Jahrhunderts eine gemeinsame, sprachlich und kulturell verwandte Gruppe, die Proto-Rendille-Somali oder somaloid genannt wird. Ab dem 16. Jahrhundert wurden sie durch Borana-Oromo verdrängt oder schlossen sich ihnen an und übernahmen deren Sprache. Auch die Vorfahren der heutigen Rendille übernahmen kulturelle Elemente der Borana, die eigene Sprache blieb unter ihnen aber erhalten.
Die Sprache gilt als gefährdet, entweder durch die offiziellen Landessprachen Kenias oder durch eine nilotische Sprache ersetzt zu werden. Die südlichen Rendille oder Ariaal sprechen Maa, die Sprache der benachbarten Samburu, oft fast genauso gut oder sogar besser als die Sprache ihrer eigenen ethnischen Gruppe weiter nördlich. Andererseits nimmt nach letzten Schätzungen die Zahl der Sprecher von Rendille derzeit wieder zu.